# Gasthaus Steinkrug

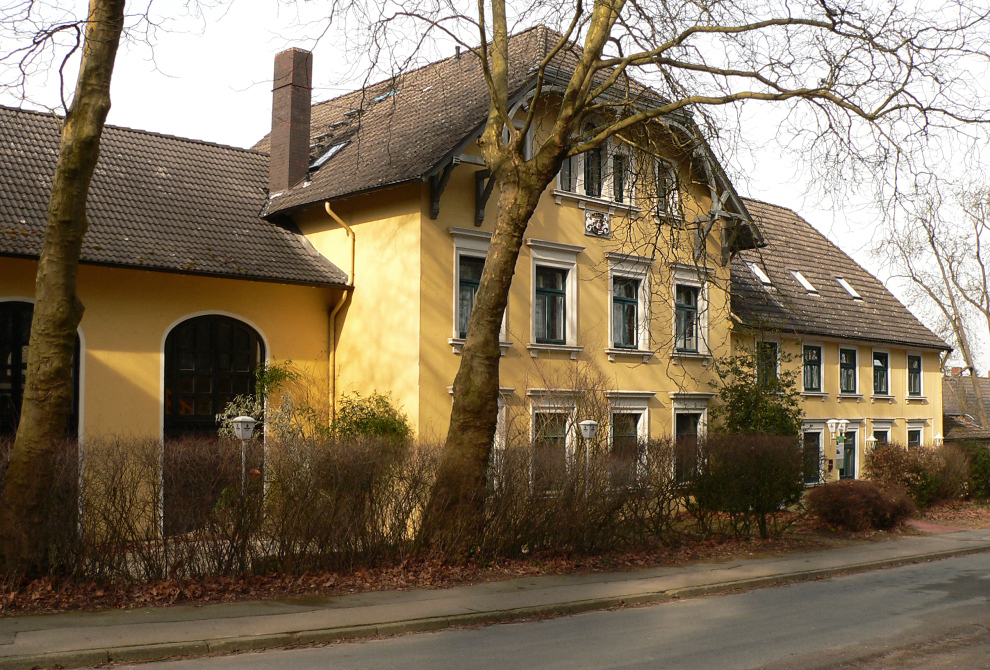
Gasthaus Steinkrug

Das Gasthaus Steinkrug ist ein historisches Gasthaus in der Ortslage Steinkrug der Ortschaft Bredenbeck (Gemeinde Wennigsen, Region Hannover). Das Gebäude steht seit 1982 unter Denkmalschutz.

## Lage
Das Gasthaus Steinkrug wurde erstmals 1750 urkundlich erwähnt. Es diente Pferdefuhrwerken und Kutschern als Ausspannstation und darüber hinaus als Poststation. Es lag an der Landstraße von Hannover nach Hameln, die an dieser Stelle seit 1670 als Passstraße über den Deister führt. Die Straße wurde 1771 zur Hamelner Chaussee ausgebaut und war die Vorläuferin der Bundesstraße 217. Diese führt seit dem Bau der Ortsumfahrung Steinkrug im Jahr 2000 als Trogbauwerk an der Gebäuderückseite und nicht mehr unmittelbar vor dem Gasthaus vorbei.

## Beschreibung

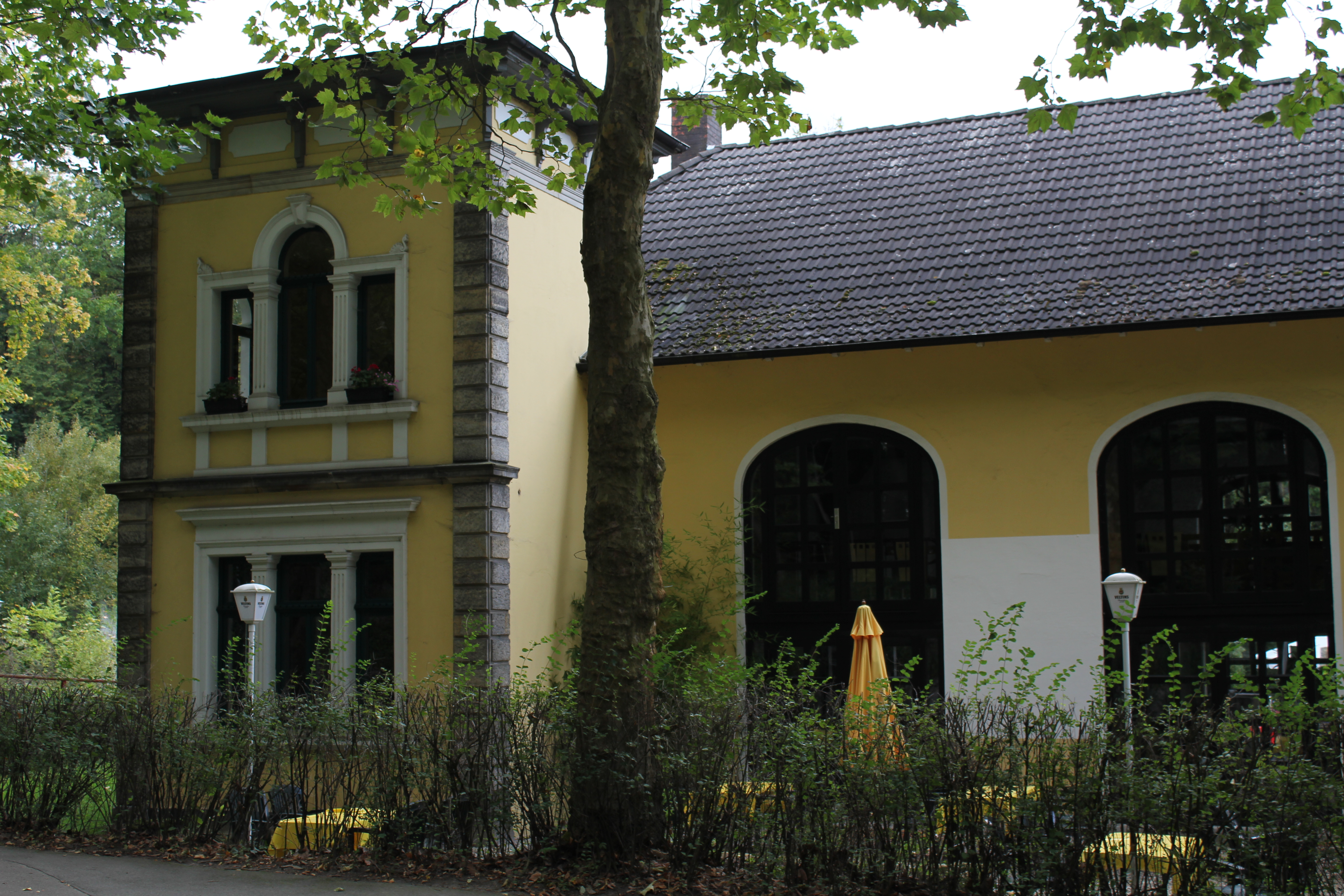
Der Erweiterungsbau von 1850

Das zweigeschossige Gebäude ist 52 Meter lang und steht traufständig. Straßenseitig ist das Fachwerk verputzt. Der ältere Gebäudeteil befindet sich im Osten. Auf der südwestlichen Seite fand 1850 eine Erweiterung um einen zweigeschossigen traufständigen Saalbau und einen quadratischen Turm statt. Der Turm ist straßenseitig mit aufwendigem Sprengwerk und Einfassungen aus Sandstein versehen. Die Erweiterung beruht auf einem Entwurf des hannoverschen Architekten Georg Ludwig Friedrich Laves.
Während seiner Vermessungsarbeiten am Gaußstein auf dem Deister 1822 logierte der Geodät Carl Friedrich Gauß über zwei Wochen im Gasthaus. Im 19. Jahrhundert entwickelte es sich zu einem beliebten Ausflugslokal am Deister. 1976 wurde das Gebäude umgebaut und im Jahre 2000 grundlegend renoviert. Heute verfügt es neben der Gastronomie über einen Hotelbetrieb.